# Recyclage des pétrodollars
Le recyclage des pétrodollars est le processus par lequel les pays exportateurs de pétrole, qui détiennent des volumes importants de dollars américains, réutilisent leurs dollars dans le système monétaire international. Il s'agit d'un concept clef de la géopolitique du pétrole et de géoéconomie.

## Historique
Entre la fin des années 1970 et le début des années 1980, les États gros producteurs de pétrole (liste des pays par exportation de pétrole) tels que l'Arabie saoudite, le Koweït et le Qatar ont amassé de très importants excédents de pétrodollars, investis dans les banques d'investissement du secteur financier mondial, au détriment de leur développement local (économie du Moyen-Orient). Entre 1974 et 1981, le total des excédents de compte courant pour tous les pays membres de l'OPEP est estimé à 450  milliards de dollars (dont 90 % aux pays arabes du golfe Persique, Libye et Iran ...).
Le Fonds monétaire international (FMI) estime que la dette extérieure des 100 pays en développement importateurs de pétrole a augmenté de 150 % entre 1973 et 1977 à cause de l'importante augmentation du cours du pétrole (premier choc pétrolier entre 1971 et 1978). En 1974 Johan Witteveen, directeur général du FMI, déclare « le système monétaire international est confronté à sa période la plus difficile depuis la Grande Dépression des années 1930 ».
Les banques d'investissement du secteur financier mondial, ont investi en partie ces importants excédents dans d'importants prêts financiers difficiles à rembourser, aux pays en développement surendettés par la crise pétrolière de 1973, en particulier d'Amérique centrale et d'Amérique du Sud, dont le Brésil, l'Argentine, le Mexique, la Turquie (qui accusent les organismes financiers de prêts internationaux de néocolonialisme) ... 
Ce processus a contribué au développement de l'Euro / pétroeuro, pour concurrencer le dollar américain (géopolitique du pétrole, guerre économique par pétrodollars)...